# Lascoria bifidalis
Lascoria bifidalis là một loài bướm đêm trong họ Noctuidae.